# Caroline Nagtegaal-van Doorn
Caroline Nagtegaal-van Doorn (Utrecht, 1 juni 1980) is een Nederlandse politica. Namens de Volkspartij voor Vrijheid en Democratie (VVD) was zij van 14 november 2017 tot 16 juli 2024 lid van het Europees Parlement.

## Biografie

### Studie en loopbaan
Nagtegaal-van Doorn studeerde bestuurskunde aan de Erasmus Universiteit Rotterdam. Na haar afstuderen ging ze in dienst bij KPMG als consultant publieke sector. Ze deed opdrachten bij onder meer het Havenbedrijf Rotterdam, waarbij ze meewerkte aan de bouw van de Maasvlakte 2. Van 2010 tot 2015 was ze werkzaam als European Affairs-adviseur bij het Havenbedrijf. In 2015 maakte ze een carrièrestap richting de Schiphol Group, als Manager Public & External Affairs.

### Lid Europees Parlement
Bij de verkiezingen voor het Europees Parlement in 2014 stelde Nagtegaal-van Doorn zich kandidaat voor de VVD. De VVD haalde voor Nagtegaal-van Doorn net te weinig zetels. In oktober 2017 kon ze alsnog de stap richting het Europees Parlement maken, na het vertrek van Cora van Nieuwenhuizen uit het Europees Parlement naar het kabinet-Rutte III.
Bij de verkiezingen voor het Europees Parlement in 2019 stond ze nummer drie op de kandidatenlijst. De VVD kreeg vier zetels (na Brexit vijf), waardoor ze opnieuw werd verkozen. Ze haalde 163.279 voorkeurstemmen. In het Europees Parlement was zij tot 2019 lid van de liberale ALDE-fractie, vanaf 2019 van haar opvolger Renew Europe. Zij was lid van de commissie Transport en Toerisme (TRAN) en vice-coördinator van TRAN Renew. Tevens zat ze in de commissie Economie en Monetaire Zaken (ECON). Daarnaast was Nagtegaal-van Doorn vicevoorzitter van de landendelegatie van het Arabisch Schiereiland.
Op transportdossiers was haar motto: niet minder maar schoner. Tijdens haar werk in het Europees Parlement kreeg ze veel aandacht rondom de Verordening alternatieve brandstoffeninfrastructuur (AFIR). Daarin maakte ze zich hard voor de uitrol van meer laadpalen langs de Europese snelwegen. Maar ook voor infrastructuur voor alternatieve brandstoffen in zee-, binnen- en op luchthavens, zoals walstroom en LNG-stations. Ondanks veel politiek verzet lukte het haar om LNG te behouden als transitiebrandstof. Daarnaast was ze vocaal op het dossier van Chinese elektrische auto’s, waar ze wees op de grote hoeveelheden staatssteun die China verstrekte en daarmee de auto’s op onze Europese markt dumpte onder kostprijs en de risico’s van ongewenste spionage en sabotage.
Op economisch gebied zette Nagtegaal-van Doorn stevig in op een EU die de financiële basis op orde heeft en het belang van hervormingen. Daarnaast liet ze zich regelmatig kritisch uit over de besteding van gelden uit het coronafonds. Ook voelde ze de Europese Centrale Bank (ECB) doorlopend aan de tand over de hoge inflatie.